# Ладлоу (Массачусетс)
Ладлоу (англ. Ludlow) — місто (англ. town) в США, в окрузі Гемпден штату Массачусетс. Населення — 21 002 особи (2020).

## Демографія
Згідно з переписом 2010 року, у місті мешкали 21 103 особи в 8080 домогосподарствах у складі 5569 родин. Було 8383 помешкання
Расовий склад населення:
| - 94,0 % — білих - 2,4 % — чорних або афроамериканців - 0,8 % — азіатів - 0,1 % — корінних американців - 1,3 % — осіб інших рас |

До двох чи більше рас належало 1,4 %. Частка іспаномовних становила 5,6 % від усіх жителів.
За віковим діапазоном населення розподілялося таким чином: 19,2 % — особи молодші 18 років, 64,2 % — особи у віці 18—64 років, 16,6 % — особи у віці 65 років та старші. Медіана віку мешканця становила 42,6 року. На 100 осіб жіночої статі у місті припадало 105,6 чоловіків;  на 100 жінок у віці від 18 років та старших — 107,0 чоловіків також старших 18 років.
Середній дохід на одне домашнє господарство  становив 85 309 доларів США (медіана — 67 715), а середній дохід на одну сім'ю — 99 016 доларів (медіана — 82 874). Медіана доходів становила 54 761 долар для чоловіків та 48 164 долари для жінок. За межею бідності перебувало 5,8 % осіб, у тому числі 7,2 % дітей у віці до 18 років та 6,4 % осіб у віці 65 років та старших.
Цивільне працевлаштоване населення становило 10 584 особи. Основні галузі зайнятості: освіта, охорона здоров'я та соціальна допомога — 24,8 %, роздрібна торгівля — 12,4 %, фінанси, страхування та нерухомість — 9,7 %, виробництво — 9,5 %.